# Willemsbrug
Il Willemsbrug (ponte di Guglielmo) è un ponte situato nel centro di Rotterdam in prossimità dell'Erasmusbrug. Il ponte attraversa il Nieuwe Maas e collega il nord della città con il Noordereiland e (assieme al Koninginnebrug) il distretto di Feijenoord. Insieme al già menzionato Erasmusbrug e al Maastunnel il Willemsbrug è un funzionale collegamento tra le due parti della città.
Il ponte fu completato nel 1981, su progetto di C. Veerling. Il nome è in onore del re Guglielmo III dei Paesi Bassi. Rimpiazzò un vecchio ponte aperto nel 1878, che non era in grado di gestire l'aumentato traffico cittadino. Dopo la costruzione del nuovo ponte quello vecchio fu demolito.
Il Willemsbrug è un ponte sospeso lungo 318 metri. È dipinto di rosso per metterlo in contrasto con l'Erasmusbrug, di colore azzurro.